# Бутилкова поща
Нептунова поща или бутилкова поща е древен способ за изпращане на съобщения по вода. На къс хартия или пергамент се изписва текст, след което свитъкът се поставя в стъклена бутилка, която се запечатва и се хвърля в морето или океана. След определено време, тласкана от теченията бутилката се приближава към брега или бива уловена още в открито море. За разлика от традиционните способи за предаване на съобщения, този вид за съобщаване е неконтролируем – доколкото зависи изцяло и само от случайността.

## История
Според легенди, този способ за съобщаване е изобретен от гръцкия философ Теофраст, който през 310 г. пр. Хр. хвърля в Атлантическия океан в близост до Гибралтар няколко запачатани съда със записки, за да докаже, че водата в Средиземно море идва от Атлантическия океан. След няколко месеца един от запечатаните съдове бил намерен край бреговете на остров Сицилия.
Оттогава насетне в историята са описани множество случаи на използване на бутилкова поща.
В историята на мореплаването има стотици истории, в които посланията от бутилки се оказват единствените сведения за съдбата на изгубени кораби и техните екипажи. Често посланията в бутилка се оказват последната надежда на оцелели при корабокрушения за помощ и спасение.

## Бутилковата поща и науката
Независимо от това че първият случай на използвана на бутилкова поща бил чисто научен, учените се обърнали към този метод за изследване на морските течения чак през XVIII век, когато френският учен – метеоролог Лагенер, връщайки се във Франция от дежурство на остров Свети Доминик, хвърля в океана 14 бутилки със съобщения, една от които уловили край Бретан след няколко месеца.
През 1837 г. немският хидрограф Бергхауз (на немски: Heinrich Berghaus) описва историята на 21 бутилки и показва на карти примерните маршрути на техните плавания. През 1839 г. във Франция е съставена карта на плаванията на 97 бутилки.
Принцът на Монако Албер I, изследвайки течението Гълфстрийм през 1885 – 1886 г., хвърля в Атлантическия океан 1675 бутилки, от които впоследствие са открити и уловени 226 (13,5%).
След появяването на спътниковите системи, позволяващи следенето на дрейфовете на радиобуя, използването на бутилки за изучаване на теченията забележимо намалява.

## Бутилковата поща в България
Основател на българската „нептунова поща“ е д-р Георги Икономов. За постиженията си в нея през септември 1996 г. е включен в Книгата на рекордите „Гинес“, на 17-а страница под № 212097. От 1978 г. д-р Икономов е пуснал в Световния океан 22 222 бутилки послания.

## външни препратки
- «Drift from the Damned»
- «Beachcombers' Alert!» Архив на оригинала от 2017-09-22 в Wayback Machine.
- Забытые истории бутылочной почты
- Если море взять в почтальоны